# Пол Макграт
Пол Макграт (англ. Paul McGrath, нар. 4 грудня 1959, Ілінґ) — ірландський футболіст, захисник.
Насамперед відомий виступами за клуби «Манчестер Юнайтед» та «Астон Вілла», а також національну збірну Ірландії.
Володар Кубка Англії. Дворазовий володар Кубка англійської ліги.

## Клубна кар'єра
У дорослому футболі дебютував 1981 року виступами за команду клубу «Сент-Патрікс Атлетік», у якій провів один сезон, взявши участь у 27 матчах чемпіонату.
Своєю грою за цю команду привернув увагу представників тренерського штабу клубу «Манчестер Юнайтед», до складу якого приєднався 1982 року. Відіграв за команду з Манчестера наступні сім сезонів своєї ігрової кар'єри. Більшість часу, проведеного у складі «Манчестер Юнайтед», був основним гравцем захисту команди. За цей час виборов титул володаря Кубка Англії.
1989 року уклав контракт з клубом «Астон Вілла», у складі якого провів наступні сім років своєї кар'єри гравця. Граючи у складі «Астон Вілли», також здебільшого виходив на поле в основному складі команди.
Протягом 1996–1997 років захищав кольори команди клубу «Дербі Каунті».
Завершив професійну ігрову кар'єру у клубі «Шеффілд Юнайтед», за команду якого виступав протягом 1997–1998 років.

## Виступи за збірну
1985 року дебютував в офіційних матчах у складі національної збірної Ірландії. Протягом кар'єри у національній команді, яка тривала 13 років, провів у формі головної команди країни 83 матчі, забивши 8 голів.
У складі збірної був учасником чемпіонату Європи 1988 року у ФРН, чемпіонату світу 1990 року в Італії, чемпіонату світу 1994 року у США.

## Титули і досягнення

### Командні
- Володар Кубка Англії (1):

«Манчестер Юнайтед»: 1985
- Володар Кубка англійської ліги (2):

«Астон Вілла»: 1994, 1996

### Особисті
- Гравець року за версією ПФАІ: 1982
- Гравець року за версією ПФА: 1993